# Johan Barthold Jongkind

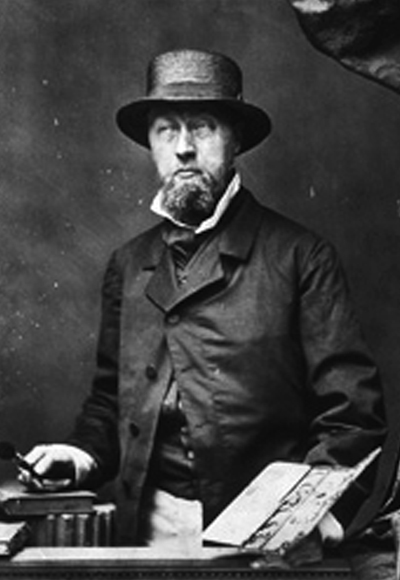
Portraitaufnahme von Johan Barthold Jongkind, etwa um 1880.

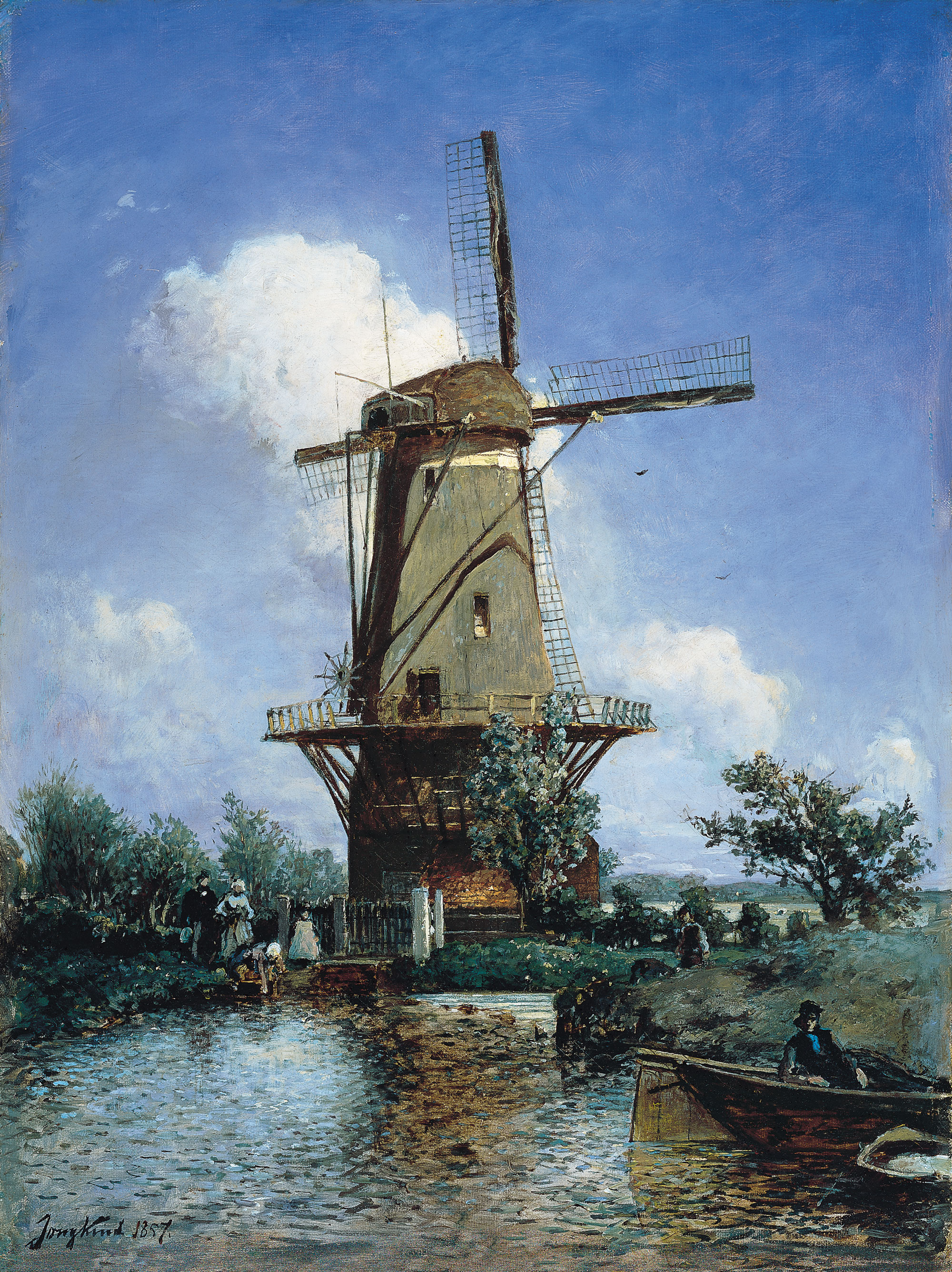
Johan Barthold Jongkind (1857): Windmühle bei Delft, Museo Thyssen-Bornemisza, Madrid.

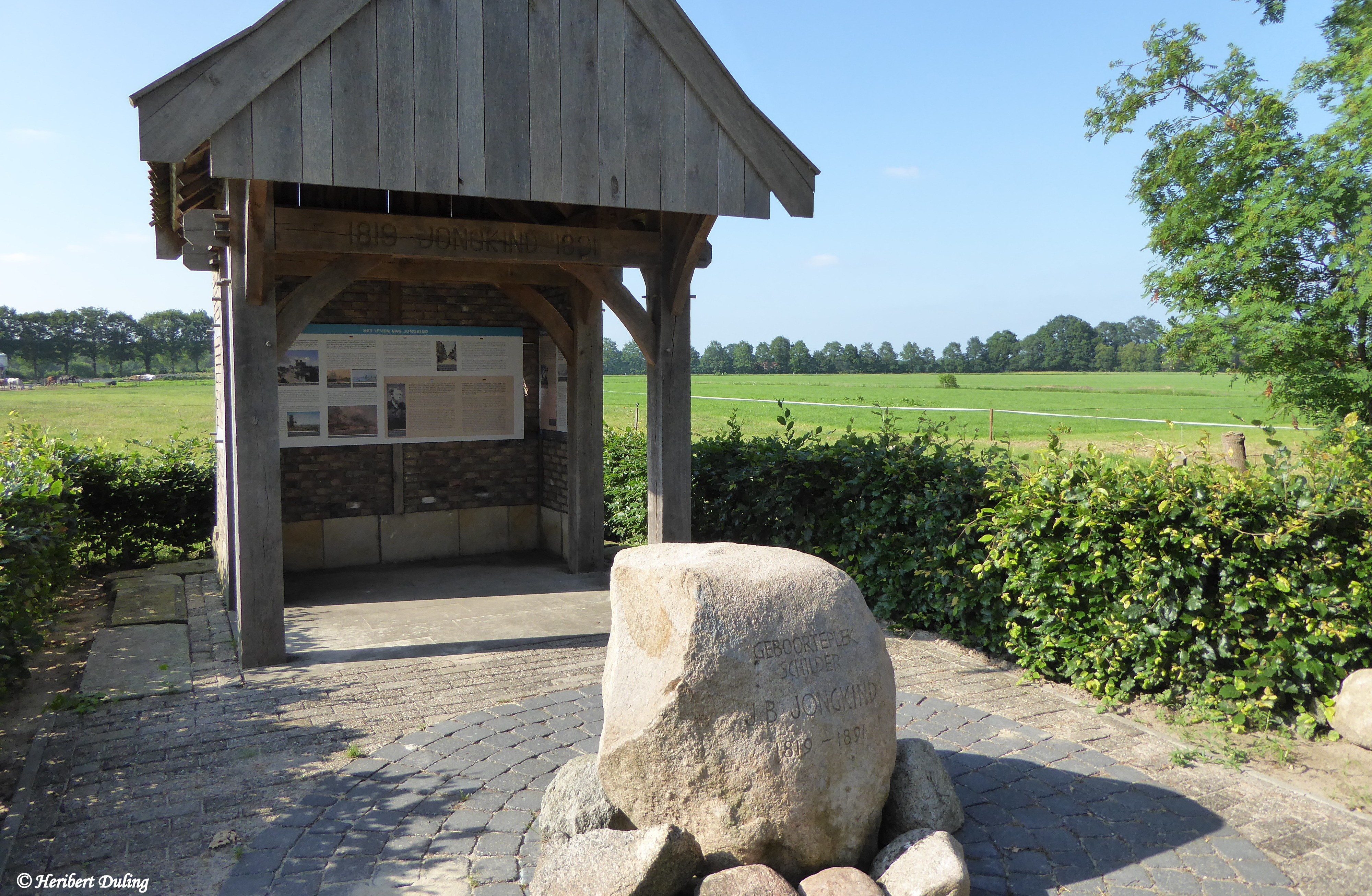
Denkmal am Geburtsort nahe Lattrop.

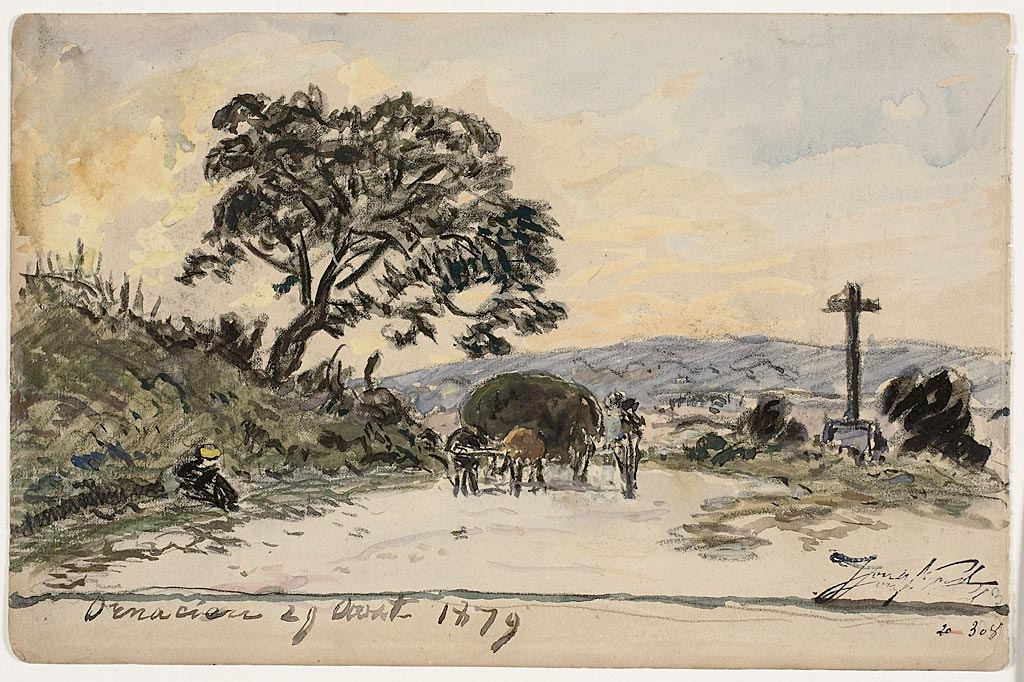
Johan Barthold Jongkind: Landschaft in der späteren Gemeindegemarkung von Ornacieux-Balbins

Johan Barthold Jongkind (* 3. Juni 1819 in Lattrop (in der heutigen Gemeinde Dinkelland, Overijssel); † 9. Februar 1891 in Saint-Egrève bei Grenoble, beigesetzt auf dem Friedhof La Côte Saint-André im Département Isère, Frankreich) war ein niederländischer Maler.

## Leben
Er war der Sohn des niederländischen Staatsbeamten im Zolldienst Gerrit Adrianus Jongkind (1776–1836) und dessen Ehefrau Wilhelmina van der Burght (1783–1855), die 1805 geheiratet hatten. Die Familie Jongkind bewohnte ein Zollhaus am alten Postweg in Lattrop.
Im Jahr 1820 zog die Familie nach Vlaardingen, wo Johan Bartholds Vater zum Steuerbeamten ernannt worden war.
Bis zu seinem 16. Lebensjahr wohnte Johan Barthold in Vlaardingen. Als sein Vater 1836 verstarb, siedelte die Familie nach Maassluis um. Ein Beruf als Notarmitarbeiter, wie sein Vater es gerne wollte, war nichts für ihn, und er überzeugte seine Mutter, dass er gerne Maler werden wollte.
1837 ging er zur Malerakademie in Den Haag und wurde Lehrling von Andreas Schelfhout, der ihn lehrte, im Freien zu malen. Jongkind war ein groß gewachsener bescheidener junger Mann, der schnell Freundschaften schließen konnte. Auf Grund seiner Kontakte bekam er ein Stipendium von König Willem III., das es ihm ermöglichte, seine Ausbildung bei dem bekannten französischen Maler Eugène Isabey fortzusetzen.
Er brachte sich Französisch bei und zog 1846 nach Frankreich, wo er – mit einer unglücklichen Unterbrechung von fünf Jahren in Rotterdam – bis zu seinem Lebensende blieb.
Paris mit seinen Möglichkeiten, andere Maler kennen zu lernen, Gesprächspartner zu finden und sich zu amüsieren erlebte er als eine Offenbarung. Auch wenn er fleißig am feuchtfröhlichen Leben der Künstlerszene teilnahm, widmete er sich intensiv seiner künstlerischen Tätigkei als Zeichner, Aquarellist und Maler. Mit Isabey besuchte er die Strände und Badeorte an der französischen Kanalküste. Dort begegnete er u. a. dem noch jungen Claude Monet, einem der Begründer des Impressionismus. Monet sollte später erzählen, Jongkind habe ihn das Sehen gelehrt.
Jongkind reichte regelmäßig Bilder zur jährlichen Pariser Salonausstellung ein, die jedoch nicht angenommen wurden, weil sie den stilistischen Vorstellungen der Jury nicht entsprachen. Nur gelegentlich gelang es ihm, eines seiner Werke zu verkaufen; ein einziges Mal gewann er eine Goldmedaille in Lyon.
Das Leben in Paris forderte seinen Tribut und schließlich musste er, turmhohe Schulden zurücklassend, sein Heil wieder in Holland suchen. Er landete in Rotterdam und hatte schwere Zeiten durchzumachen. Er vermisste Paris und das dortige Leben, seine Kontakte aber waren geblieben und er verkaufte seine holländische Arbeit an den Pariser Händler Martin.
Eine großartige Aktion seiner Pariser Freunde, die eigene Arbeiten für ihn versteigerten und ihm Spenden brachten, führte ihn 1860 wieder zurück nach Paris, wo er schuldenfrei wieder beginnen konnte – eine besondere Geste, die die Wertschätzung deutlich machte, die die Pariser Malerkollegen ihm entgegenbrachten. Im selben Jahr begegnete er der aus Holland stammenden Joséphine Fesser, mit der er sein weiteres Leben teilte.
Jongkind war ein großer Kunstmaler. Seine Arbeit war einflussreich und seine Bedeutung wurde durch Schriftsteller wie Goncourt, Zola und später Signac gewürdigt. Er war befreundet mit bekannten Malern seiner Zeit wie Bazille, Boudin, Corot und Pissarro. Durch seinen Lebensstil, seine Wahnvorstellungen und seine Alkoholsucht blieb er immer ein besonderer Typ.
Joséphine Fesser, Zeichenlehrerin in Paris nahm sich Jongkind an. Das war seine Rettung. Sie bot ihm ein gutes Gegengewicht zu all seinen Eigentümlichkeiten, wodurch er im hohen Alter noch viele Arbeiten produzierte und seine Gemälde und vor allem Aquarelle bei Sammlern recht gut verkaufte. Er behielt sein Atelier in Paris, hielt sich mit Joséphine aber außer in Paris auch in Nevers und schließlich in der Dauphiné auf, wo der Ehemann von Joséphine arbeitete. Dort wohnte und arbeitet er von 1873 bis 1891. Jules, der Sohn der Familie Fesser, erwarb 1878 für Joséphine und ihn eine Villa in La Côte Saint-André.
Mit seiner Partnerin reiste er noch viel, einige Male nach Belgien, Holland und in die Schweiz, aber auch viel in Frankreich.
Am 9. Februar 1891 verstarb Johan Barthold Jongkind. Er wurde am 11. Februar auf dem Friedhof von La Côte Saint-André begraben. Neben ihm liegt Joséphine Fesser, die nur wenig später, am 23. November 1891, starb.
Heute wird er als einer der bedeutendsten Vorläufer des Impressionismus angesehen; seine Werke sind in vielen prominenten Museen zu sehen.